# Погонич рудий
Погонич рудий (Laterallus ruber) — вид журавлеподібних птахів родини пастушкових (Rallidae). Мешкає в Мексиці і Центральній Америці.

## Опис

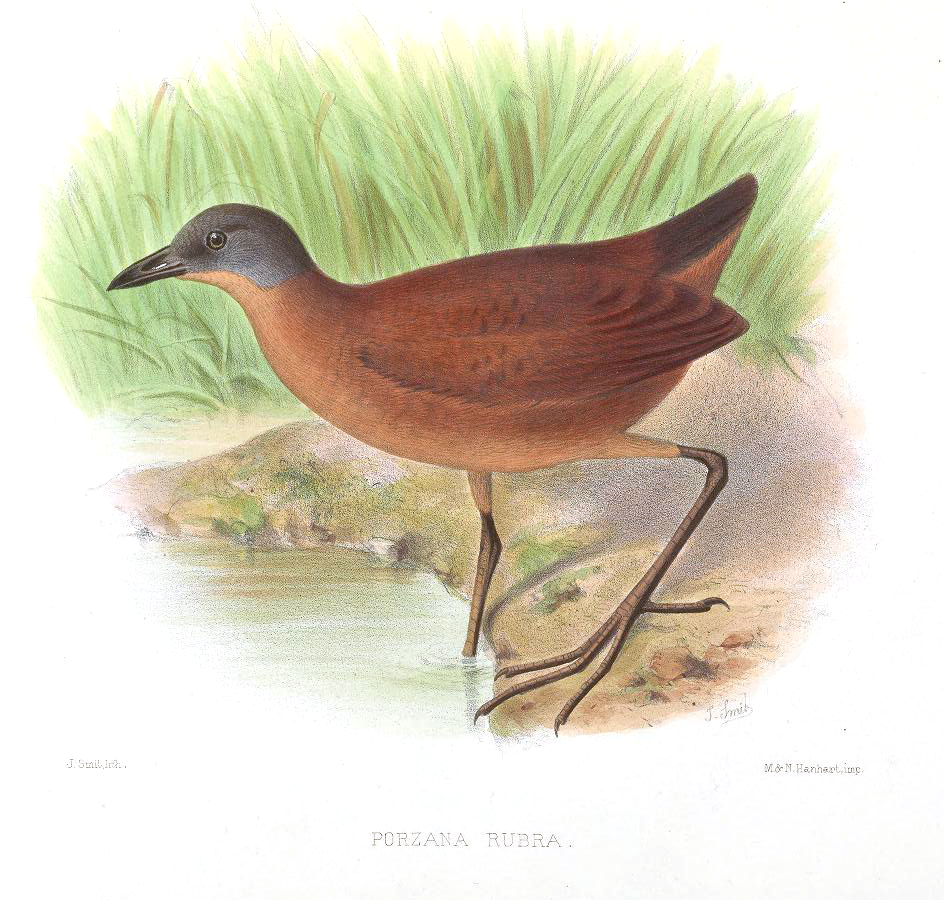
Рудий погонич

Довжина птаха становить 14-16,5 см. Забарвлення переважно яскраво-рудувато-коричневе, підборіддя і живіт дещо світліші, тім'я чорнувате, голова темно-сіра. Райдужки червоні, дзьоб чорний, лапи оливково-зелені. Самиці є дещо тьмянішими, ніж у самців, у самців груди мають іржасто-рудий відтінок.

## Поширення і екологія
Руді погоничі мешкають на сході і півдні Мексики (на південь від Тамауліпаса і Герреро, зокрема на півострові Юкатан і сусідньому острові Косумель), в Белізі, Гватемалі, Гондурасі і Нікарагуа, та на північному заході Коста-Рики. Вони живуть у прісноводних водно-болотних угіддях, зокрема на болотах і в очеретяних заростях, на висоті до 1500 м над рівнем моря. Руді погоничі ведуть денний спосіб життя, однах їх складно побачити серед густої рослинності.  Вони живляться безхребетними, зокрема равликами, водяними жуками, личинками комарів і одноденками. Сезон розмноження в Гондурасі триває з липня по вересень, в Нікарагуа у липні. Гніздо робиться з трави, листя і очерету, в кладці від 6 до 12 яєць. Насиджують яйця і доглядають за пташенятами і самиці, і самці.